# Distretto di Wuli
Il distretto di Wuli è un distretto del Gambia nella Divisione dell'Upper River con 35.856 abitanti al censimento del 2003.

## Società

### Evoluzione demografica
In base ai dati del censimento 1993 la popolazione del distretto era così suddivisa dal punto di vista etnico:
| Etnia       | Abitanti | %     |
| ----------- | -------- | ----- |
| Mandingo    | 17.808   | 62,66 |
| Fulani      | 4.925    | 17,33 |
| Wolof       | 17       | 0,06  |
| Jola        | 30       | 0,11  |
| Serahule    | 5.502    | 19,36 |
| Altre etnie | 140      | 0,49  |